# Wisden Cup
Als Wisden Cup wird im Badminton der Pokal bezeichnet, der für den Sieg bei der Mannschaftsmeisterschaft der neuseeländischen Regionen vergeben wird. Er wurde erstmals 1934 ausgespielt.

## Die Sieger
| Saison    | Sieger                                |
| --------- | ------------------------------------- |
| 1934      | Auckland                              |
| 1935      | Auckland                              |
| 1936      | Auckland                              |
| 1937      | Waikato                               |
| 1938      | Auckland                              |
| 1939      | Wellington                            |
| 1940 1946 | nicht ausgetragen                     |
| 1947      | Otago                                 |
| 1948      | Otago und Wellington                  |
| 1949      | Otago                                 |
| 1950      | Otago                                 |
| 1951      | Otago                                 |
| 1952      | Wellington                            |
| 1953      | Auckland                              |
| 1954      | Otago                                 |
| 1955      | Auckland                              |
| 1956      | Southland                             |
| 1957      | Wellington                            |
| 1958      | Auckland                              |
| 1959      | Auckland                              |
| 1960      | Auckland                              |
| 1961      | Auckland                              |
| 1962      | Auckland                              |
| 1963      | Auckland                              |
| 1964      | Auckland                              |
| 1965      | Wellington                            |
| 1966      | Wellington                            |
| 1967      | Auckland                              |
| 1968      | Auckland                              |
| 1969      | Auckland                              |
| 1991      | North Harbour                         |
| 1992      | North Harbour                         |
| 1993      | North Harbour                         |
| 1994      | North Harbour                         |
| 1995      | North Harbour                         |
| 1996      | North Harbour                         |
| 1997      | North Harbour                         |
| 1998      | Waitakere City                        |
| 1999      | North Harbour                         |
| 2000      | Auckland                              |
| 2001      | Waitakere City                        |
| 2002      | North Harbour                         |
| 2003      | Waitakere City                        |
| 2004      | Auckland                              |
| 2005      | Waitakere City                        |
| 2006      | North Harbour                         |
| 2007      | Auckland                              |
| 2008      | Auckland                              |
| 2009      | Waitakere City                        |
| 2010      | Waikato                               |
| 2011      | Waikato                               |
| 2012      | Waikato                               |
| 2013      | Waikato                               |
| 2014      | Waitakere City                        |
| 2015      | Barfoot&Thompson Waitakere            |
| 2016      | Waikato                               |
| 2017      | RJ Physio North Harbour               |
| 2018      | TUI Medical Waikato                   |
| 2019      | Harcourts North Harbour               |
| 2020      | nicht ausgetragen                     |
| 2021      | North Harbour                         |
| 2022      | Harcourts Cooper & Co North Harbour 1 |
| 2023      | North Harbour 1                       |
| 2024      | North Harbour 1                       |